# Geek.com
Geek.com è un blog di notizie tecnologiche su hardware, mobile computing, tecnologia, cinema, TV, videogiochi, fumetti e tutti i tipi di argomenti della cultura geek. È stato fondato nel 1996 ed è stato gestito in modo indipendente fino al 2007 quando è stata venduta a Name Media, dopo di che è stata venduta a Geeknet e infine al suo attuale proprietario, l'azienda Ziff Davis, casa editrice statunitense.